# كأس الولايات المتحدة المفتوحة
كأس الولايات المتحدة المفتوحة (بالإنجليزية: U.S. Open Cup)‏ ورسمياً: كأس لامار هنت - الولايات المتحدة المفتوحة (بالإنجليزية: Lamar Hunt U.S. Open Cup)‏، هي بطولة الكأس الرسمية في كرة القدم بالولايات المتحدة الأمريكية ، أفتتحت سنة 1914م، ويشارك فيه 100 فريق مسجل لدى الاتحاد الأمريكي لكرة القدم.
حقق هيوستن دينامو لقب نسخة 2023 وذلك بعد فوزه في المباراة النهائية على إنتر ميامي بنتيجة 2-1.

## المسابقة
المسابقة عبارة عن بطولة مفردة تم التنافس عليها من قبل ما لا يقل عن 80 فريقًا منذ إصدار 2014. في عام2018، كان هذا المجمع يتكون من 42 ناديًا أمريكيًا في بطولتي الاحتراف، وهما دوري كرة القدم الرئيسي، والرابطة التي تُعرف الآن باسم بطولة الدوري الامريكي ، بالإضافة إلى 55 فريقًا للهواة من دوري التطوير الأول (بطولة الدوري الأمريكي الدرجى الأولى) و دوري كرة القدم الوطني الأمريكي وأتحاد كرة القدم يتم لعب الجولات الثلاث الأولى، التي تتكون من فرق الهواة والدوري الأدنى، خلال أيام الأسبوع المتتالية في شهر مايو مع تقدم فرق الهواة لمواجهة نوادي بطولة الدوري الامريكي في عمليات الاقتران الجغرافي في الجولة الثانية. يتقدم الفائز في كل مباراة إلى الجولة التالية ويتم إقصاء الخاسر من البطولة. تدخل أندية الدوري الأمريكي لكرة القدم في الجولة الرابعة، وتتم مطابقتها جغرافياً مع الفائزين في الجولة الثالثة لتلعب في موعد في يونيو يتم تحديده من قِبل الفريق المضيف الذي تم تحديده على وجه التحديد لعدم التدخل في مباريات الدوري. بعد الجولة الرابعة، لم يتم تقديم أي فرق جديدة، مما أدى إلى الدور ربع النهائي في يوليو، ودور نصف النهائي في أغسطس ، ومباراة أخيرة لتحديد البطل في سبتمبر. كل مباراة، بما في ذلك المباراة النهائية، هي ربطة عنق واحدة تدوم 90 دقيقة بالإضافة إلى أي وقت إضافي إضافي. إذا لم يتم تحديد فائز واضح بعد 90 دقيقة من الوقت العادي، يتم لعب 30 دقيقة من الوقت الإضافي. إذا كانت النتيجة لا تزال مستوية بعد وقت إضافي، فسيتم تحديد الفائز من ركلة جزاء.

## المؤهلات
خلال إصدار عام 2011 ، شاركت ثمانية فرق من كل مستوى من مستويات هرم كرة القدم الأمريكية في المسابقة المناسبة، حيث ضاقت كل رابطة وفدها بشكل منفصل في الربيع قبل بدء المنافسة رسميًا في الصيف. في بعض الحالات، لعبت فرق إضافية في جولات التصفيات للدخول. تم العثور على مثال واحد مع أندية الدوري الأمريكي لكرة القدم ، حيث أن الستة الأوائل فقط من الموسم العادي السابق تلقوا عطاءات تلقائية، في حين واجهت فرق الدوري الأمريكي لكرة القدم التي تتخذ من الولايات المتحدة مقراً لها، بعضها البعض للتأهل إلى فتحي الدوري المتبقيين.

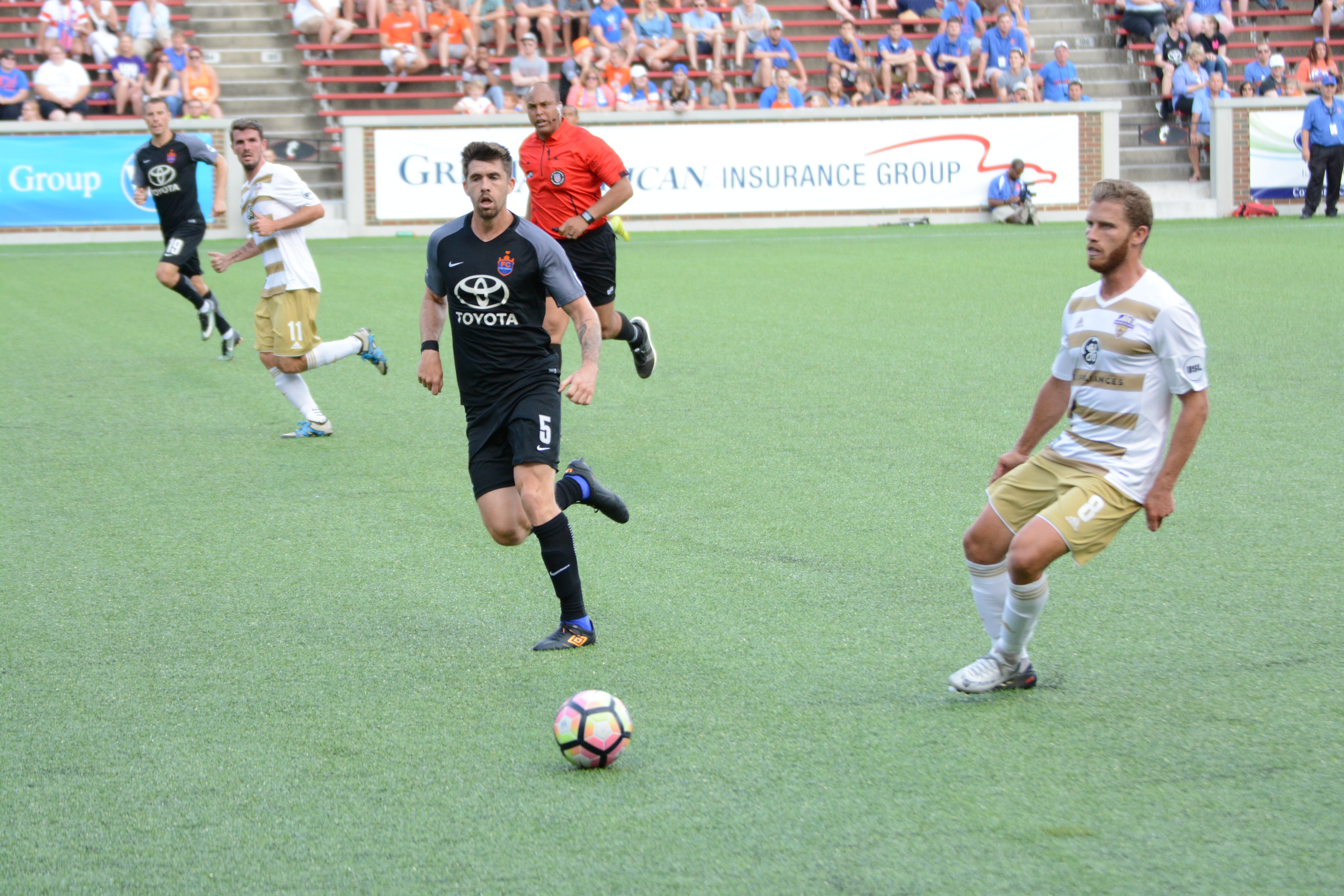
مباراة نادي سينسيناتي ضد لويسفيل سيتي في سنة 2017

ابتداءً من عام 2012 ، تم توسيع المنافسة من الفرق الأربعين السابقة إلى 64 فريقًا، مع تغير عملية التصفيات بشكل جذري. تلقت الدوري الوطني الممتاز لكرة القدم ستة أماكن، بالإضافة إلى إمكانية الحصول على المركز السابع في مباراة فاصلة ضد فريق من إعداد فريق يو أس كلوب. حصلت تسعة أندية من USASA على أماكن، كما حصل على 16 فريقًا من دوري التنمية الأمريكي الممتاز. كل من هذه المنظمات لديها عملية التأهيل الخاصة بها لتحديد المشاركين فيها. تنافست هذه الفرق الـ 32 في الجولة الأولى من الكأس، حيث التقى الفائزون بجميع فرق الـدوريات السفلى في الجولة الثانية. دخلت الفرق متعددة الأطراف التي مقرها الولايات المتحدة والتي يبلغ عددها 16 فريقًا، الدور الثالث.

في عام 2013 ، تم توسيع المنافسة لتشمل 68 فريقًا. شاركت جميع فرق القسم الأول والثاني والثالث التي تتخذ من الولايات المتحدة مقراً لها في البطولة المناسبة: 16 من دوري كرة القدم الرئيسي وستة من دوري كرة القدم في أمريكا الشمالية و 12 من اتحاد المحترفين في الولايات المتحدة. تم شغل 34 موقعًا المتبقية في مجال البطولة من قبل فرق الهواة من فئة مجلس الكبار - 16 من دوري التطوير الأول، وثمانية من التصفيات الإقليمية للاتحاد الأمريكي لكرة القدم للكبار، وثمانية من الدوري الوطني الممتاز لكرة القدم، وواحد من نادي الولايات المتحدة لكرة القدم وواحد من اتحاد الولايات المتحدة للرياضة المتخصصة.
تم تغيير عملية تحديد الموقع لنهائيات كأس بطولة الولايات المتحدة المفتوحة والنهائية في عام 2013. في السنوات الماضية، تم تحديد مواقع مباريات المباريات الثلاث الأخيرة من البطولة من خلال عملية مزايدة مختومة، لكن في عام 2013 استضافت تلك تم تحديد الألعاب من قبل الوجه عملة. تم تحديد الفرق الرئيسية خلال البطولة بأكملها من خلال اختيار عشوائي.
منذ عام 2008 ، حصل بطل كأس بطولة الولايات المتحدة المفتوحة على الحق في اللعب في دوري أبطال الكونكاكاف. كان أول فريق يمثل الولايات المتحدة كبطل في بطولة كأس العالم المفتوحة هو الفائز عام 2007 ، نيو إنجلاند ريفولوشن.
ابتداءً من عام 2016 ، لم تعد الأندية المحترفة في دوري الدرجة الأولى المملوكة لأندية المحترفين في الدرجة العليا مؤهلة للمشاركة في كأس الولايات المتحدة المفتوحة. أدى ذلك إلى إزالة الأندية الاحتياطية لـ MLS في USL من مسابقة 2016 ، بعد إصدار الأندية التي أعاقت اللاعبين من جانبهم في USL في عام 2015 لإبقائهم مؤهلين للعب لنادي MLS الأصل. يُسمح للاعبين باللعب في نادٍ واحد فقط في أي موسم من بطولة كأس الولايات المتحدة المفتوحة. تبقى أندية الهواة مؤهلة للدخول حتى إذا كانت مملوكة لأندية محترفة. في البداية، ظلت الأندية «المختلطة التابعة» - أي الأندية المحترفة ذات الدرجة الدنيا والتي تضم موظفين ولكن لا تملكها أندية من الدرجة الأولى - مؤهلة أيضًا، لكن تم حظر تلك الأندية أيضًا اعتبارًا من منافسة 2016. تم اقتراح هذا التغيير الأخير من جانب فريق هيوستن دينامو الذي كان النادي الأقدم لريو غراندي فالي توروس في الترتيب الأول من نوعه في لعبة الولايات المتحدة

## التاريخ
أما عن تأسيس هذه البطولة قد نشأت في وقت متقدم وهو عام 1914 حيث ان في ذلك الوقت لم تكن كرة القدم معروفة في الولايات المتحدة

## الشعار

الشعار السابق
الشعار الحالي

## الفائزون
| الفريق               | الفائز | الوصيف | سنوات الفوز            | سنوات الوصافة    |
| -------------------- | ------ | ------ | ---------------------- | ---------------- |
| شيكاغو فاير          | 4      | 2      | 1998, 2000, 2003, 2006 | 2004, 2011       |
| سياتل ساوندرز        | 4      | 1      | 2009, 2010, 2011, 2014 | 2012             |
| سبورتينغ كانساس سيتي | 4      | 0      | 2004, 2012, 2015, 2017 |                  |
| دي سي يونايتد        | 3      | 2      | 1996, 2008, 2013       | 1997, 2009       |
| نادي دالاس           | 2      | 2      | 1997, 2016             | 2005, 2007       |
| لوس أنجلوس غالاكسي   | 2      | 2      | 2001, 2005             | 2002, 2006       |
| كولومبوس كرو         | 1      | 2      | 2002                   | 1998, 2010       |
| نيو إنجلاند ريفولوشن | 1      | 2      | 2007                   | 2001, 2016       |
| هيوستن دينامو        | 1      | 0      | 2018                   |                  |
| فيلادلفيا يونيون     | 0      | 3      |                        | 2014, 2015, 2018 |
| نيويورك ريد بولز     | 0      | 2      |                        | 2003, 2017       |
| إنتر ميامي           | 0      | 1      |                        | 2023             |
| كولورادو رابيدز      | 0      | 1      |                        | 1999             |
| ميامي فيوشن          | 0      | 1      |                        | 2000             |
| ريال سالت ليك        | 0      | 1      |                        | 2013             |